# Sam Prendergast
Pour les articles homonymes, voir Prendergast.

a Compétitions nationales et continentales officielles uniquement.

b Matchs officiels uniquement.
Dernière mise à jour le 2 août 2025.
Sam Prendergast, né le 12 février 2003 à Kildare (Irlande), est un joueur international irlandais de rugby à XV. Il évolue au poste de demi d'ouverture au Leinster en United Rugby Championship.
Son frère ainé Cian Prendergast est également un joueur international irlandais de rugby à XV.

## Biographie

### Jeunesse et formation
Sam Prendergast naît le 12 février 2003 à Kildare en Irlande. Son frère ainé, Cian Prendergast, est un joueur international irlandais de rugby à XV,,.
Il joue lui aussi au rugby dans sa ville natale au sein du Cill Dara RFC (en), club où il commence la pratique de ce sport.
Au niveau scolaire, il fréquente le Newbridge College (en). Il joue notamment avec l'équipe de rugby de l'établissement. Étant tout d'abord formé au poste de demi de mêlée, il connaît une poussée de croissance à l'école qui le fait passer au poste de demi d'ouverture. Avec cette équipe, il se qualifie en finale de la Leinster Schools Rugby Senior Cup (en) en 2020, mais celle-ci n'est pas disputée en raison de la pandémie de Covid-19 et les deux finalistes sont alors désignés vainqueur. Par la suite, il fait des études de marketing au sein de la Technological University Dublin (en).
Au niveau senior, il commence par jouer avec le Lansdowne Football Club en All-Ireland League (championnat d'Irlande) à partir de 2021,. En parallèle, il fait partie des équipes de jeunes du Leinster.
En juin 2022, il est convoqué pour la première fois avec l'équipe d'Irlande des moins de 20 ans dans le cadre des Six Nations Summer Series, il a notamment fait partie de la sélection des moins de 19 ans auparavant durant la saison passée. Il fait ses débuts avec cette sélection contre la France en tant que remplaçant. Par la suite, il est aligné en tant que titulaire et se montre notamment décisif contre l'Angleterre en inscrivant quinze points dont une pénalité longue distance en fin de match qui permet à son équipe de s'imposer sur le score de 37 à 36,,,. Le mois suivant, il intègre l'Academy (centre de formation) du Leinster.

### Grand Chelem dans le Tournoi des Six Nations des moins de 20 ans et débuts professionnels avec le Leinster (2023-2024)
Au mois de janvier 2023, Sam Prendergast est sélectionné pour disputer le Tournoi des Six Nations des moins de 20 ans 2023. Titulaire pendant la compétition, il inscrit notamment dix-huit points contre la France lors de la deuxième journée dont la pénalité de la victoire en fin de rencontre qui fait gagner son équipe 33 à 31. Avec ses coéquipiers, ils remportent la compétition en réalisant le Grand Chelem pour la seconde année consécutive. Il termine meilleur réalisateur de la compétition avec soixante-neuf points inscrit. Après avoir impressionné durant le Tournoi des Six Nations des moins de 20 ans,,, l'entraineur du Leinster Leo Cullen décide de le titulariser pour la première fois avec l'équipe senior du Leinster en United Rugby Championship (URC),. Durant la rencontre, il inscrit quatorze points, réalisant un six sur sept au pied, dont la pénalité de la gagne sur la sirène qui permet à son équipe de s'imposer 39 à 36 sur le terrain des Lions, il est alors élu homme du match,,. Il est alors considéré comme le possible successeur de Jonathan Sexton au Leinster ainsi qu'avec l'équipe d'Irlande,,,. En juin de la même année, il est à nouveau sélectionné avec les jeunes Irlandais pour disputer le Championnat du monde junior 2023,, dont ils font partie des favoris. Lors de la première journée, face à l'Angleterre, il se montre particulièrement imprécis au tir en manquant quatre de ses six coups de pied de transformation, son équipe fait match nul 34 partout. Son équipe parvient toutefois à se qualifier pour la finale de la compétition face à la France, leur dauphin pendant le dernier Tournoi des Six Nations. Cependant, ils sont défaits par les Français qui s'imposent largement sur le score sévère de 50 à 14.
En août 2023, il est annoncé qu'il signe son premier contrat professionnel senior et qu'il est donc promu au sein de l'effectif du Leinster à partir de la saison 2023-2024,,. Après avoir disputé les trois premières journées d'URC en tant que remplaçant, il est titularisé pour le compte de la cinquième, durant ce match il inscrit son premier essai en professionnel et contribue à la large victoire 54 à 5 des siens face aux Scarlets. En décembre suivant, à la suite des blessures de ses coéquipiers les frères Ross et Harry Byrne qui évoluent au poste de demi d'ouverture également, il a l'opportunité d'être retenu pour la première fois pour un match de Champions Cup. De ce fait, il est placé sur le banc des remplaçants pour la deuxième journée de la compétition face aux Sale Sharks, il remplace Ciarán Frawley à un quart d'heure de la fin du match et inscrit ses premiers points par l'intermédiaire d'une transformation lors de la victoire 37 à 27 de son équipe. En janvier, il prend part à deux autres matchs de Champions Cup en tant que remplaçant et est appelé avec l'équipe d'Irlande en tant que partenaire d'entraînement avec le groupe convoqué pour le Tournoi des Six Nations 2024,. En fin de saison, des discussions ont lieu pour un prêt d'une saison de Sam Prendergast au Connacht, où joue son frère Cian, afin de gagner en temps de jeu et en expérience et de pallier la blessure longue durée de JJ Hanrahan. Toutefois, il est annoncé qu'il reste finalement au Leinster. Au total, il prend part à seize rencontres, seulement quatre comme titulaire, et marque quarante-quatre points avec le Leinster. À l'issue de la saison, il est convoqué en équipe d'Irlande pour la tournée estivale. Bien qu'il impressionne l'encadrement irlandais durant les entraînements, il n'est pas convoqué lors des test matchs contre l'Afrique du Sud.

### Titulaire au Leinster, débuts internationaux et titulaire avec l'équipe d'Irlande (depuis 2024)
En début de saison 2024-2025, il est convoqué avec l'équipe d'Emerging Ireland (en) pour disputer le Toyota Challenge (en) en Afrique du Sud. Il est titularisé lors des trois rencontres de son équipe. Lors du premier match, il inscrit quatre points contre les Pumas durant la victoire 36 à 24 des siens. Pendant le match remporté 29 à 24 contre la Western Force, il inscrit neuf points. Puis, il participe à la troisième victoire en trois matchs, contre les Cheetahs, en marquant quatre nouveaux points. Deux semaines plus tard, il est convoqué en équipe d'Irlande pour les test matchs de fin d'année. Le 15 novembre, il fait ses débuts internationaux contre l'Argentine, en remplaçant Jack Crowley lors de la dernière demi-heure. La semaine suivante, il connaît sa première titularisation contre les Fidji. Durant le match, il réalise une performance prometteuse en convertissant cinq transformations et en initiant une action qui amène un essai de Mack Hansen. Le match suivant, contre l'Australie, il garde sa place de titulaire. De retour au Leinster, il devient le titulaire à l'ouverture. Lors de la première journée de Champions Cup, il réalise une très bonne performance contre les Bristol Bears, en marquant un doublé et dix points au pied pour mener son équiper à la victoire 35 à 12 à l'extérieur. En début d'année 2025, il est retenu pour le Tournoi des Six Nations. Préféré à Jack Crowley pour l'ouverture du Tournoi contre l'Angleterre, il réalise un match décevant pour ses débuts dans la compétition malgré la victoire de son pays. Titularisé pour les matchs suivants, il est élu homme du match contre l'Écosse puis se montre décisif au pied contre le pays de Galles, pour deux victoires, mais montre des difficultés en défense en manquant quinze plaquages lors des trois premières journées,. Lors du match contre la France, où l'Irlande s'incline 27 à 42 à Dublin, il se fait notamment intercepter sur une action qui mène à un essai français et se montre une nouvelle fois fébrile en défense. De ce fait, il perd sa place de titulaire pour la dernière journée. À l'issue de la compétition, où il a inscrit un total de 44 points, il est toutefois élu révélation du Tournoi. Avec le Leinster, il est éliminé de la Champions Cup 34 à 37 en demi-finale contre les Northampton Saints dans un match où il est à nouveau impliqué sur plusieurs essais adverses de part sa fébrilité défensive. En United Rugby Championship, sa province se qualifie jusqu'en finale de la compétition pour la première fois depuis 2021. Opposés aux Bulls, Prendergast et son équipe s'imposent largement 32 à 7, il inscrit dix points durant cette rencontre. Pour sa première saison en tant que titulaire au Leinster, il dispute quinze matchs sur seize dans ce rôle et inscrit 154 points. À l'issue de la saison, il est retenu en équipe d'Irlande pour la tournée d'été. Il est titularisé lors d'un match contre la Géorgie.

## Statistiques

### En province
| Saison         | Club           | Compétition               | Matchs | Points | Essais | Pén. | Tr. | Drops |
| -------------- | -------------- | ------------------------- | ------ | ------ | ------ | ---- | --- | ----- |
| 2022-2023      | Leinster       | United Rugby Championship | 2      | 16     | 0      | 2    | 5   | 0     |
| 2023-2024      | Leinster       | United Rugby Championship | 13     | 36     | 1      | 1    | 14  | 0     |
| 2023-2024      | Leinster       | Champions Cup             | 3      | 8      | 0      | 0    | 4   | 0     |
| 2024-2025      | Leinster       | United Rugby Championship | 9      | 80     | 2      | 8    | 23  | 0     |
| 2024-2025      | Leinster       | Champions Cup             | 7      | 74     | 3      | 5    | 22  | 0     |
| Total Leinster | Total Leinster | Total Leinster            | 34     | 214    | 6      | 16   | 68  | 0     |

### En équipe nationale

#### En équipe d'Irlande des moins de 20 ans
Sam Prendergast compte 14 sélections dont 12 en tant que titulaire avec l'équipe d'Irlande des moins de 20 ans, depuis sa première sélection le 24 juin 2022 face à la France. Il inscrit 142 points. Il prend part à une édition des Six Nations Summer Series en 2022. Il participe à une édition du Tournoi des Six Nations des moins de 20 ans en 2023. Ainsi qu'à une édition du Championnat du monde junior en 2023.

#### En équipe d'Irlande
Au 2 août 2025, Sam Prendergast compte 9 sélections, dont 7 en tant que titulaire, en équipe d'Irlande depuis sa première sélection le 15 novembre 2024 face à l'Argentine. Il inscrit 73 points, dont 13 pénalités et 17 transformations.

## Palmarès

### Au niveau scolaire
- Vainqueur de la Leinster Schools Rugby Senior Cup (en) en 2020 avec le Newbridge College.

### En province
- Vainqueur du United Rugby Championship en 2025 avec le Leinster.

### En équipe nationale
- Vainqueur du Tournoi des Six Nations des moins de 20 ans en 2023 (Grand Chelem et Triple couronne) avec l'équipe d'Irlande des moins de 20 ans.
- Finaliste du Championnat du monde junior en 2023 avec l'équipe d'Irlande des moins de 20 ans.
- Vainqueur de la Triple couronne en 2025 avec l'équipe d'Irlande.

### Distinctions personnelles
- Meilleur réalisateur du Tournoi des Six Nations des moins de 20 ans en 2023 (69 points).
- Élu révélation du Tournoi des Six Nations en 2025.